# Hidalgo kommun, Nuevo León
Hidalgo är en kommun i Mexiko.   Den ligger i delstaten Nuevo León, i den centrala delen av landet, 700 km norr om huvudstaden Mexico City.